# Eleonor Carreras Torrescasana
Eleonor Carreras Torrescasana o Eleonor Carreras de Campa (Barcelona, 1843 - ibídem, 29 de diciembre de 1907) fue una pintora española activa durante la segunda mitad del siglo XIX. También se la conoce como Leonor Carreras de Urgell o Leonor Carreras de Campa. Fue considerada la pintora catalana más activa de su época. No se conserva ninguna de sus obras firmada o documentada, probablemente por haber sido atribuidas a otros artistas, como su marido.

## Biografía
Era hija de Agustí Carreras de Campa, natural de Barcelona, y Ramona Torrescasana de Calaf. Su hermano Artur Carreras también es documentado como pintor.
No se conocen los detalles de su formación artística, si bien se ha afirmado que fue discípula de Modesto Urgell, con quien se casó en el monasterio de Montserrat en mayo de 1865. La primera noticia de su trayectoria expositiva es de 1866, cuando participó en la Exposición Nacional de Bellas Artes celebrada en Madrid, donde presentó el esbozo Efecto de luz artificial. En el catálogo consta que en ese momento residía en Madrid y figura como Leonor Carreras de Campa, ya que en los primeros años de su carrera empleaba los dos apellidos de su padre. Poco después empezó a utilizar el apellido de su marido. Según consta, en los primeros años la pareja residía en Gerona, en un desván de un piso de la calle de la Força, y tenía ciertas dificultades económicas.
En 1868 tomó parte en la exposición de arte organizada en Barcelona por la Sociedad para exposiciones de Bellas Artes, y lo hizo con paisajes de la orilla del Ter, de los alrededores de Mata, del Prat, de Bañolas y varios estudios de paisaje del natural. Posteriormente amplió su formación en la Academia de Bellas Artes de Lyon y en 1870 el matrimonio vivía en el Boulevard Clichy de París junto a una campesina de Olot. En Francia, hicieron amistad con Sarah Bernhardt, Alejandro Dumas y Corot.
En 1870 expuso de nuevo en Barcelona, en la exposición de arte de la Sociedad para exposiciones de Bellas Artes, mostrando cuatro paisajes y la obra titulada Unas lavanderas. En la de 1871 participó con cinco paisajes. En ese momento vivía en la calle del Carme de Barcelona. Una de las obras que presentó en la edición de 1872, La precaución, (junto con Camino de Berck y Una niña) la adquirió el coleccionista Josep Brugada.
En 1872 presentó la obra Calle de Vimbodí en el Salón de París, siendo la única artista española en hacerlo en esa edición. En ese momento residían en Toulouse.
En 1874 regresaron a Cataluña y se establecieron en Villanueva y Geltrú, donde nació su hijo, el también pintor Ricardo Urgell,  y a partir de esa fecha no se tienen más noticias de su actividad artística. También tuvieron una hija, Modesta Urgell, que se dedicó a la pintura y expuso junto con su padre y su hermano en 1896 en Barcelona.
Falleció el 29 de diciembre de 1907 a la edad de 64 años. 
La localización de obra de Eleonor Carreras es difícil porque, según los historiadores, su obra era muy similar a la de Modesto Urgell y algunos anticuarios y marchantes cambiaron la firma de algunas de sus obras por la de sus compañeros para favorecer su venta.